# پل فردوسی دلیچای
پل فردوسی دَلیچای به دستور رضاشاه در راه تهران–شاهی (جاده فیروزکوه) بر روی رودخانهٔ دلیچایی (رود دیوانه) ساخته شد. این پل در تیرماه ۱۳۰۵ گشایش یافت. در تاریخ ۱۰ خرداد ۱۳۸۲ با شمارهٔ ثبت ۸۶۸۷ در فهرست آثار ملی ایران به ثبت رسید.